# Zanco
Zanco est une compagnie de théâtre de rue itinérant suisse, fondée en 2005 à Genève.

## Historique

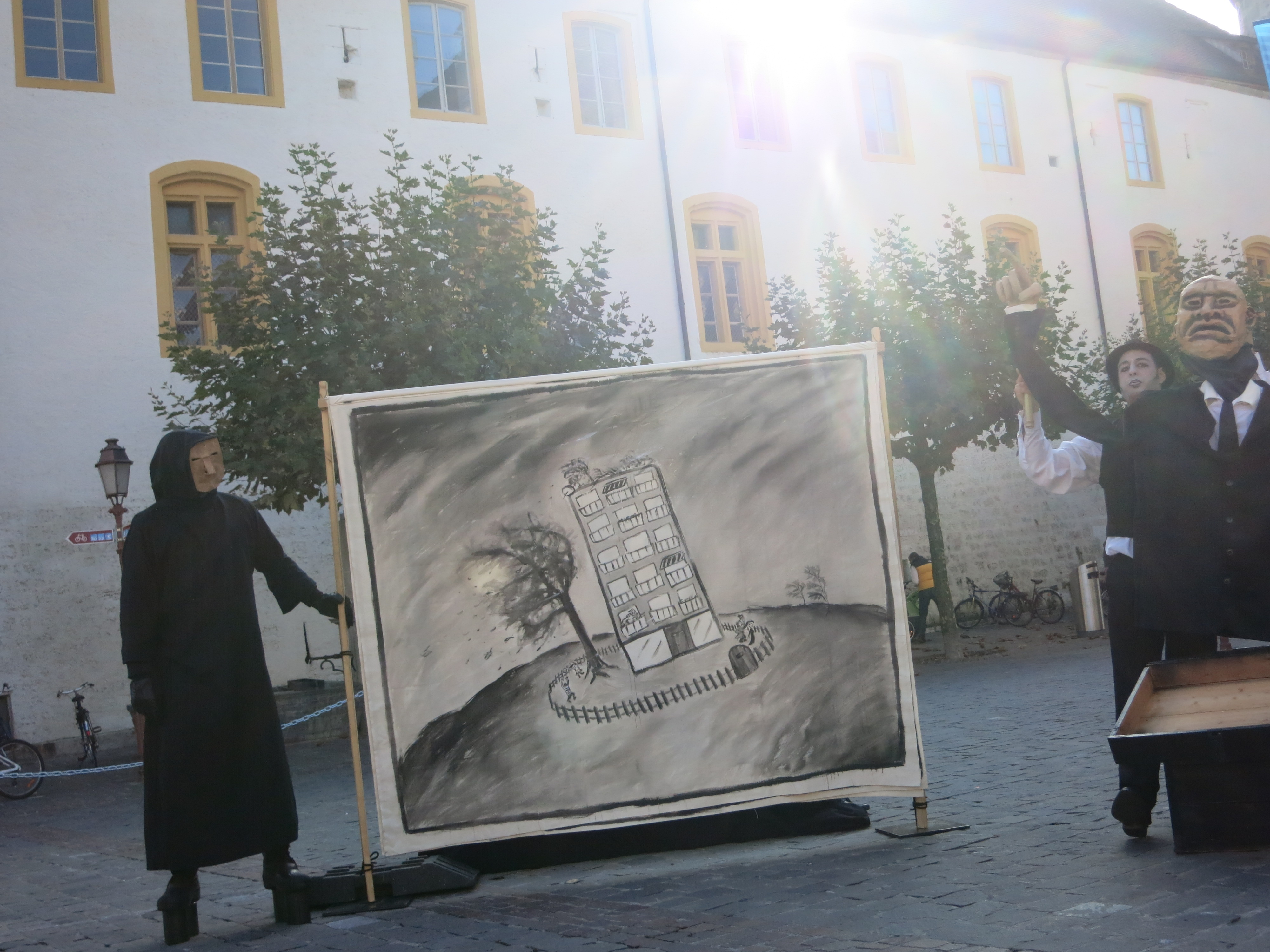
Murmure la rumeur est le premier spectacle de la Cie Zanco

Créée en 2005 autour d'un spectacle contre le racisme (Murmure la rumeur), joué notamment dans des écoles et lors de manifestations contre des lois jugées xénophobes,, la compagnie se spécialise dans la création de spectacles itinérants dans l'espace public, entraînant le public dans des lieux insolites.
La compagnie crée plusieurs spectacles à l'échelle de quartiers, dont Rêves du faubourg à la Promenade de l'Europe en 2008 ou encore À travers le miroir en 2010. Elle réalise également des projets pédagogiques, comme Roches en scène, une collaboration avec l'école primaire Roches et le théâtre Am Stram Gram.

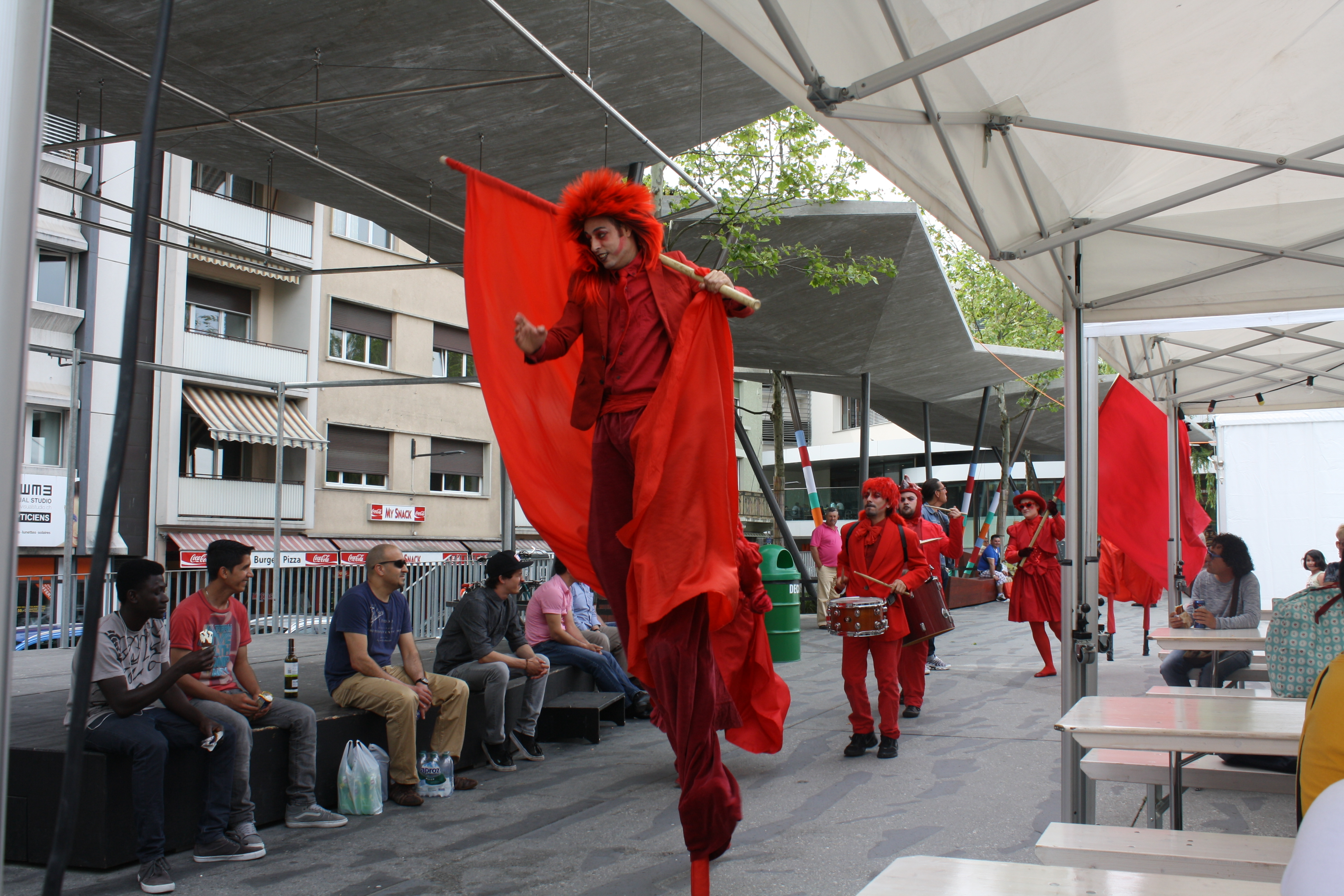
La Vague rouge est un spectacle déambulatoire joué depuis 2007.

En 2014 et 2015, Zanco crée des spectacles dans et autour de chantiers, Chantier_Racine#1 (2014), et Chantier_Racine#2 (2015),. Depuis ces créations, les musiques des spectacles sont composées par le musicien electro POL.
Zanco a fêté les 10 ans de la compagnie en 2016,. En 2017, elle crée Wild Things, un spectacle itinérant dans des parcs et bois urbains qui, selon la Tribune de Genève, « questionne le rôle de l’histoire et le pouvoir des mots dans une société inquiète de son avenir ». Son texte, écrit d'après des interviews de l'historien médiéviste Patrick Boucheron est publié en 2018 par les Éditions l'Âge d'Homme. La chorégraphie est l’œuvre de Kaori Ito, et l'affiche est dessinée par Étienne Delessert.
En 2018 Borges Variations met en scène l'auteur argentin Jorge Luis Borges face à ses monstres de papier, par la marionnette et la danse. Le spectacle a pour décor des bibliothèques et musées autour du livre,.
La compagnie se fait connaître par des parades festives et spectaculaires avec échassiers et percussionnistes, comme lors de la Mad Pride suisse de 2019 ,,,, ou dans la coordinations d'événements artistiques dans l'espace public avec, par exemple, la Fête de la danse ,,.
En 2020, lors de la crise du covid-19, la compagnie crée Pied d'immeuble, un spectacle destiné à être joué pour des spectateurs à leurs fenêtres,.
Depuis début 2021, la compagnie anime l'Arcade des arts vivants, lieu de création et de résidences dans le quartier Châtelaine, mis à disposition par la Ville de Vernier. En juin 2021, Ourse est le premier spectacle créé dans ce lieu. Destiné au jeune public, le spectacle aborde sous forme d'une parade et de trois contes d'animaux la thématique de l'hybridation entre animaux et humains.
Miedka, créé en 2022 et repris en 2023, prolonge la thématique d'Ourse avec un spectacle, inspiré par le travail de l'anthropologue Nastassja Martin, évoquant la frontière poreuse entre l'humain et les autres êtres vivants ainsi que sa place dans une nature bouleversée par les crises écologiques,,.
La création 2024, Cube!, tourne dans les cités de Genève pour présenter un spectacle sur les mésaventures d'un livreur à vélo.

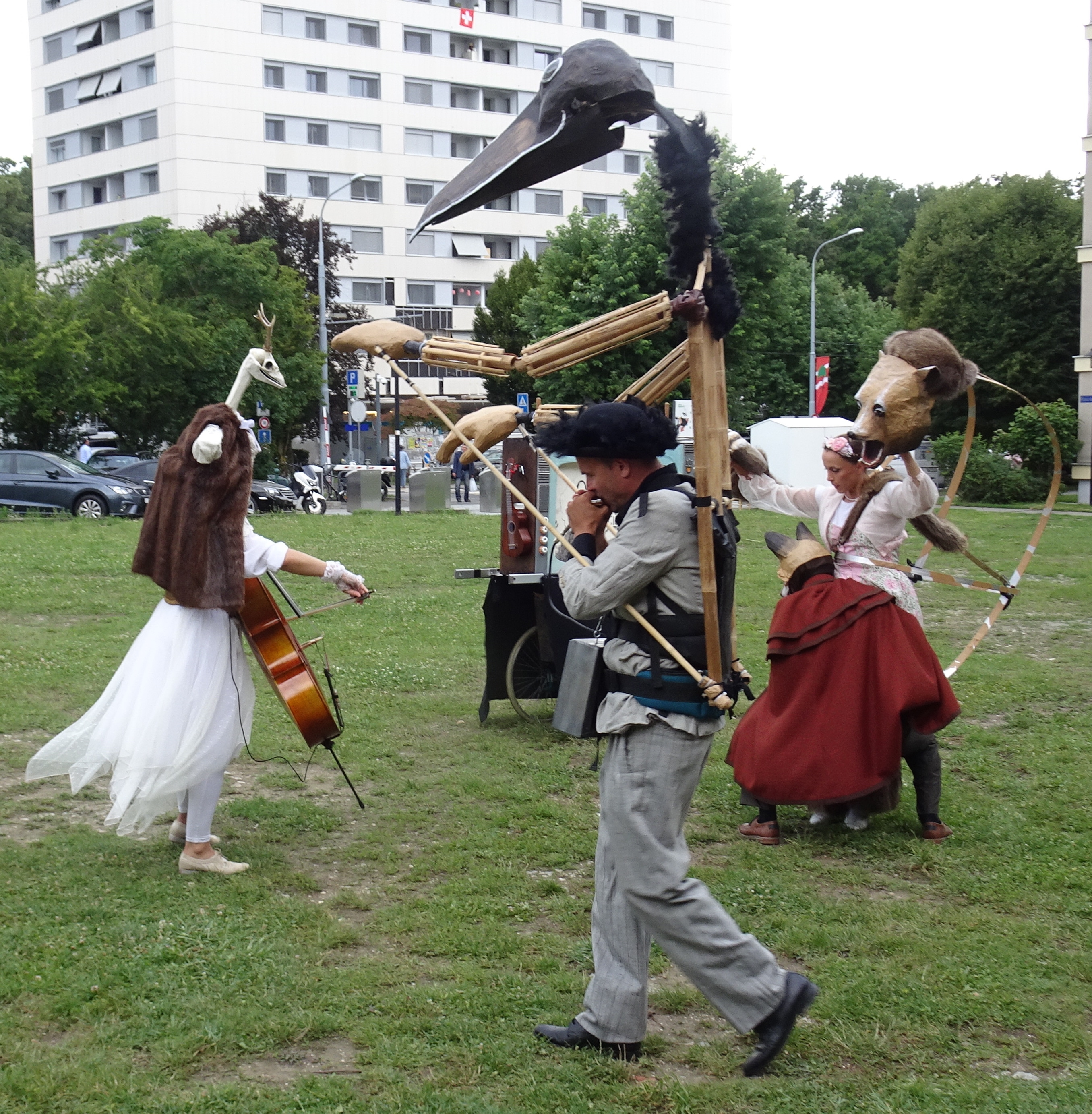
Ourse de la Cie Zanco, le 1er août 2021 à Onex

## Principaux spectacles
- 2005 : Murmure la rumeur (recréé en 2012)[2]
- 2007-2008 : Rêves du Faubourg[6]
- 2009 : La valse endiablée[11]
- 2010 : Roches en scène, avec l'école primaire de Roches[5]
- 2010 : À travers le miroir, d'après Lewis Carroll[5]
- 2014 : Chantier_Racine#1[7]
- 2015 : Chantier_Racine#2[7]
- 2017 : Wild Things[12]
- 2018 : Borges Variations[16]
- 2020 : Pied d'immeuble[24]
- 2021 : Ourse[27]
- 2022 : Miedka[28]
- 2024 : Cube ![31]